# Wydział Socjologii Uniwersytetu w Białymstoku
Wydział Socjologii Uniwersytetu w Białymstoku – jeden z piętnastu wydziałów Uniwersytetu w Białymstoku. 

## Historia
Instytut Socjologii został utworzony w 1998 roku, z kolei od roku akademickiego 2023/2024, Instytut funkcjonuje jako Wydział.

## Kierunki kształcenia
Dostępne kierunki:
- Socjologia (studia I i II stopnia)

## Władze Wydziału
W kadencji 2024–2028:
| Stanowisko                                       | Imię i nazwisko                 |
| ------------------------------------------------ | ------------------------------- |
| Dziekan                                          | dr hab. Małgorzata Bieńkowska   |
| Prodziekan ds. dydaktyki i spraw studenckich     | dr Agnieszka Karpińska          |
| Prodziekan ds. nauki                             | dr hab. Konrad Talmont-Kamiński |
| Prodziekan ds. rozwoju i współpracy z otoczeniem | dr Łukasz Kiszkiel              |

## Struktura organizacyjna
| Jednostka                                  | Kierownik                       |
| ------------------------------------------ | ------------------------------- |
| Zakład Socjologii Kultury                  | dr hab. Małgorzata Bieńkowska   |
| Zakład Socjologii Wiedzy i Edukacji        | dr hab. Mariusz Zemło           |
| Zakład Socjologii Organizacji i Instytucji | dr hab. Barbara Cieślińska      |
| Zakład Socjologii Poznawczej               | dr hab. Konrad Talmont-Kamiński |
| Pracownia Sztuki Społecznej                | dr Katarzyna Niziołek           |